# مديرية جبل عيال يزيد

تعديل مصدري - تعديل

مديرية جبل عيال يزيد إحدى مديريات محافظة عمران في اليمن. هي ثاني أكبر المديريات بعد مديرية عمران. بلغ عدد سكانها 84393 نسمة عام 2004.

موقع مديرية جبل عيال يزيد في محافظة عمران